# Гринд (відеоігри)

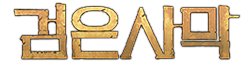
Лого гри «Black Desert» (2014), що є класичним прикладом гриндових ігор.

Грінд або грайнд, гринд (англ. Grinding, grind, англ. вимова: [ˈɡɹaɪnd] — укр. шліфувати, шліфування) — в комп'ютерних іграх повторювані і пов'язані з невеликим ризиком дії гравців, спрямовані на отримання внутрішньої вигоди. Для прикладу, гравці можуть неодноразово відвідувати локації зі слабкими супротивниками, знищувати їх і, завдяки цьому, поступово удосконалювати («відшліфовувати») свого персонажа. Гриндовою грою називають гру, в якій ця стратегія розвитку персонажа є найоптимальнішою.
Гринд з'являється в ігровому процесі не одразу, а з розвитком персонажа. Оскільки покращення характеристик із часом сповільнюється, гравцеві потрібно виконувати більше повторюваних дій задля здобуття досвіду. Гринд — поширене явище в масових онлайн іграх, де гравці знищують велику кількість слабких супротивників для того, щоб заробити очки досвіду і покращити характеристики свого персонажа. Причиною цього є обмежена кількість варіантів розвитку персонажа на пізніших етапах гри.